# Melitaea johni
Melitaea johni är en fjärilsart som beskrevs av Hermann Stauder 1922. Melitaea johni ingår i släktet Melitaea och familjen praktfjärilar. Inga underarter finns listade i Catalogue of Life.